# 察拉塔納納區
察拉塔納納區，是馬達加斯加的行政區，位於該國北部，由貝齊博卡區負責管轄，首府設於察拉塔納納，面積13,218平方公里，2011年人口115,438，人口密度每平方公里9人。